# Shigenobu Ōkuma
En aquest nom japonès, el cognom és Okuma.
Shigenobu Okuma (大隈重信, 11 de març de 1838 a Saga - 10 de gener de 1922 a Tòquio) va ser un polític japonès de l'era Meiji que va exercir dues vegades el càrrec de Primer Ministre.
La seva primer contribució al nou govern juntament amb Ito va ser el supervisor de la reorganització del sistema fiscal del Japó (1871-1872). Més tard, després d'haver fet propostes radicals per a una nova constitució japonesa i haver deixat exposada la corrupció en les vendes de propietats del govern, va ser forçat a sortir de l'administració.
En 1882 va formar el Rikken Kaishinto ("Partit Progressista"), el qual va afavorir al govern parlamentari anglès. Al costat d'Itagaki Taisuke va crear un nou partit en 1898, el Kenseito ("Partit Constitucional"). Van establir un govern efímer amb Okuma en el càrrec de primer ministre.
El segon mandat d'Okuma com a cap de govern (1914-1916) va tenir més estabilitat. És també recordat com el fundador de la Universitat de Waseda en 1882.